# Schopenhauerstraße 11 (Weimar)

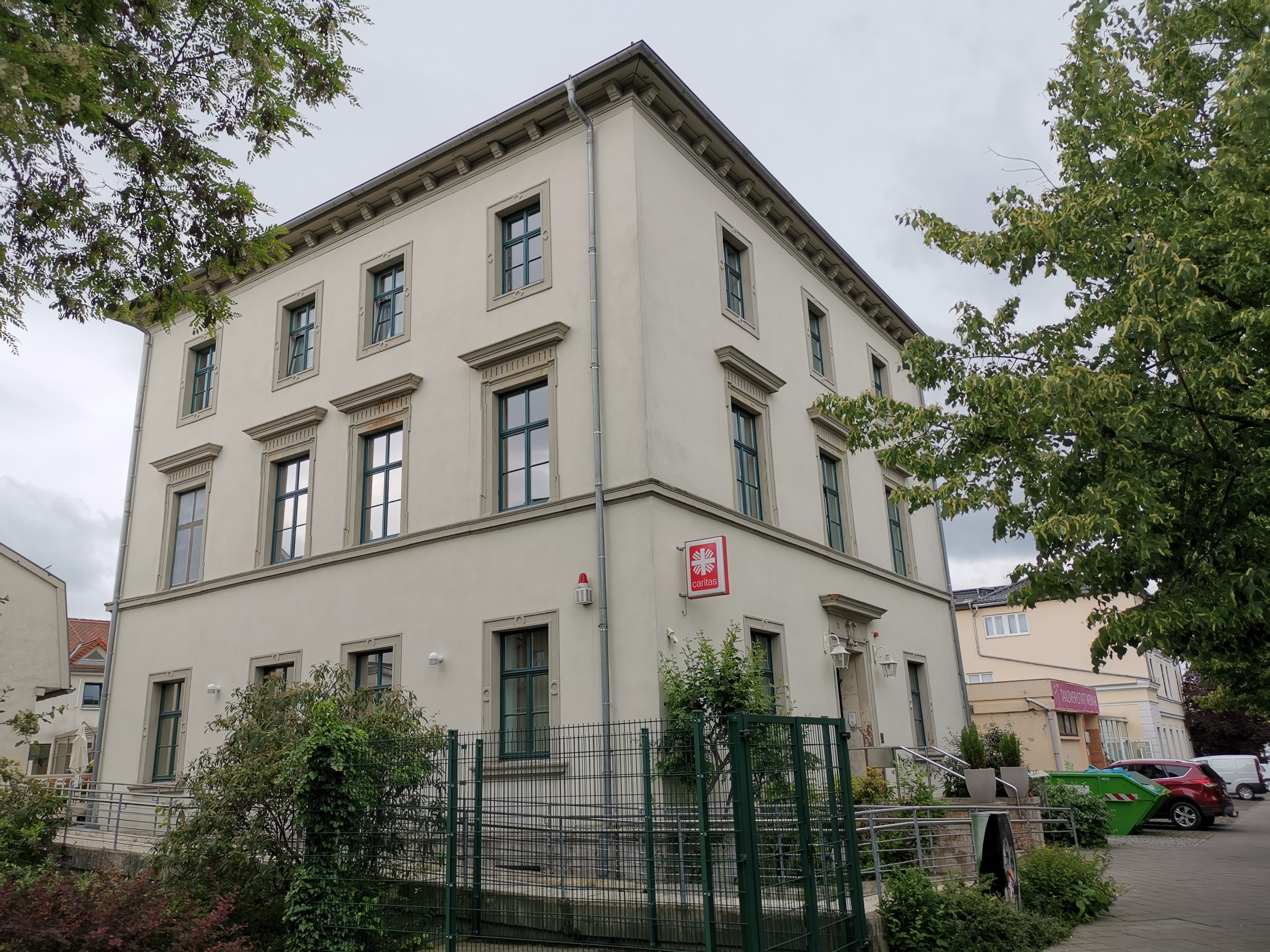
Schopenhauerstraße 11

In der Schopenhauerstraße 11 in der Nordvorstadt von Weimar befindet sich ein katholisches Pflegeheim.

## Geschichte
Das 1864/65 entstandene dreigeschossige Gebäude wurde im Stil der Neorenaissance errichtet und war einer der ersten im neuen Stadtteil nördlich des Asbachs, dem Bahnhofsviertel, dessen Planung mit Ernst Heinrich Kohl verbunden war. Auftraggeber war der Kaufmann und Spediteur Carl Stapf. Entworfen hatte es Carl Martin Stegmann. Stegmann war zur Entstehungszeit Bauleiter des Neuen Museum Weimar. Das Stegmannsche Haus, das wenig später entstand und das sich nicht allzu weit von dem Pflegeheim entfernt befindet, hatte dieser selbst entworfen. Seine Nutzung als Pflegeheim erfolgte nach 1945. Es erfolgten diverse Umbauten, auch im Zusammenhang mit einem 1996 entstandenen Seniorenheim.

## Beschreibung
Der Grundriss ist annähernd quadratisch. Die Gebäudehöhe entspricht annähernd der Seitenlänge, weshalb der Baukörper nahezu würfelförmig ist. Es besitzt ein flaches Walmdach. Der Sockel ist travertinverblendet. Das übrige Mauerwerk aus Bruch- und Backstein ist verputzt. Das Portal ist in der Mitte der dreiachsigen Fassade angeordnet. Über dem Portal auf der Agraffe stehen die Initialen des Bauherrn C.S.
Das Gebäude steht auf der Liste der Kulturdenkmale in Weimar (Einzeldenkmale).